# Meu AmigãoZão
Meu Amigãozão (em inglês, My Big Big Friend) é uma série animada infantil criada por Andrés Lieban e Claudia Breitman e coproduzida pelos estúdios 2D Lab, do Brasil, e Breakthrough Entertainment, do Canadá. A história apresenta as crianças Yuri, Matt e Lili enfrentando situações comuns da idade pré-escolar em aventuras fantasiosas com seus amigos imaginários, os animais Golias, Nessa e Bongo, chamados por eles de "amigõeszões".
A série foi baseada no curta-metragem Amigãozão, dirigido por Lieban, que venceu o programa de incentivo à animação brasileira Curta Criança Animação em 2005. O projeto foi apresentado por sua produtora 2DLab à Breakthrough Entertainment, que adotou o título em inglês My Big Big Friend, possibilitando sua exportação para diversos países, e recebeu financiamento público do governo brasileiro destinado a animações nacionais.
Após ser mostrada e premiada em festivais internacionais de exposição audiovisual, Meu Amigãozão foi lançada com 52 episódios em 2010 pelo canal fechado Discovery Kids no Brasil e na América Latina, chegando no ano seguinte à TV Brasil em sinal aberto e ao Treehouse TV, no Canadá. Uma nova temporada com 51 histórias divididas em 26 episódios estrearam no Discovery Kids em 2014 e na TV Brasil em 2017. Seu sucesso no Brasil gerou uma apresentação musical nos teatros e um filme lançado nos cinemas em 2022.

## Sinopse
Yuri, Lili e Matt são crianças de quatro anos que têm amigos imaginários, os quais cada um considera ser seu "amigãozão": o elefante Golias, a girafa Nessa e o canguru Bongo. Com personalidades fortes, eles passam por situações comuns da fase pré-escolar, e para enfrentá-las criam aventuras num mundo de fantasia, onde aprendem, com a ajuda de seus animais conselheiros, a superar seus desafios.

## Intérpretes
Como uma coprodução entre Brasil e Canadá, Meu AmigãoZão teve seus episódios gravados primeiro em inglês, nos estúdios da canadense Forrest and Forrest Casting, em Toronto, sob a direção de Jessie Thomson. A seguir são apresentados os protagonistas e seus respectivos intérpretes canadenses.
- Yuri — Nissae Isen;
- Lili — Addison Holley
- Matt — Gage Munroe;
- Golias — Scott McCord;
- Nessa — Tajja Isen;
- Bongo — Rick Miller.

Na primeira temporada da série a captação de vozes em português ocorreu na Delart Estúdios Cinematográficos, enquanto a da segunda foi realizada na Cinevideo, ambas no Rio de Janeiro, sob a direção de Miriam Ficher.
- Yuri — Fernanda Ribeiro;
- Lili — Anna Rita Cerqueira;
- Matt — Eduardo Drummond (1.ª temp.) e João Victor Granja (2.ª temp.);
- Golias — Márcio Simões;
- Nessa — Lina Mendes;
- Bongo — Sergio Stern.

## Desenvolvimento
Em 2005 o curta-metragem animado Amigãozão, dirigido por Andrés Lieban, foi um dos vencedores do Curta Criança Animação, programa de incentivo à produção de animações brasileiras criado pela TVE do Rio de Janeiro e pelo Ministério da Cultura no ano anterior. A história, que apresentou um menino e um elefante como melhores amigos, surgiu de uma recordação do diretor de quando frequentava a escola: “[...] a professora pediu para a turma que cada um dissesse que animal gostaria de ter. Todos responderam animais normais [...] e apenas um menino disse "elefante". Depois que todos riram, a professora o elogiou por ter feito uma escolha diferente”.
Pouco tempo depois a ideia do curta evoluiu para uma série, desenvolvida por Lieban junto à supervisora de roteiro Claudia Breitman e ao produtor executivo André Breitman com o nome Meu Amigãozão. A produção, realizada entre 2008 e 2009, foi resultado de um acordo entre a 2DLab, empresa de Lieban, que contratou mais animadores e mudou de sede para acomodar os trabalhos, e a canadense Breakthrough Entertainment, encarregada da sua distribuição internacional com o título My Big Big Friend. Com um custo total de cinco milhões de dólares, tendo recebido um total 3,5 milhões de reais em recursos do programa de financiamento a animações brasileiras do BNDES, o projeto teve seus direitos de exibição vendidos para o Discovery Kids e a TV Brasil, enquanto no Canadá foi selecionado pelo Treehouse TV. Durante este período a série foi apresentada ao mercado internacional no MIPCOM, evento de mostras audiovisuais realizado em Cannes, França.
Apesar de contar com profissionais dos dois países, a roteirização de Meu Amigãozão foi planejada para ter ambientação no Brasil; Lieban afirmou que “em algumas histórias [escritas pelos canadenses] havia neve e as crianças jogavam beisebol” e quis que o público infantil brasileiro também pudesse se identificar com elas. Os protagonistas da série morarem numa vila colorida foi uma ideia de Claudia, que inspirou-se numa reportagem sobre as vilas mais antigas do Rio de Janeiro: “[e]ra importante que no contexto as crianças brincassem em lugares seguros. E, [para] mim, toda vez que elas vão a um parquinho, estão no Jardim Botânico [bairro do Rio]”. A exportação da animação fez com que a captação das vozes originais fosse iniciada em inglês e que depois a dublagem ocorresse em francês, português e espanhol.

## Exibição
Brasil
A primeira temporada de Meu Amigãozão, formada por 52 episódios, estreou no Brasil pelo Discovery Kids em 9 de agosto de 2010, com exibição de segunda a sexta, e pela TV Brasil em 16 de maio de 2011 no bloco Hora da Criança, também diariamente. Planejada enquanto os primeiros episódios foram produzidos, a segunda temporada da série teve sua primeira leva de histórias lançada no Discovery Kids em 1.º de julho de 2014 e a segunda em 12 de janeiro de 2015. As 51 novas histórias, divididas em 26 episódios, chegaram à TV Brasil em 10 de julho de 2017.
Em 2024 Meu Amigãozão é transmitida na programação da TV Brasil, TV Cultura, TV Rá Tim Bum e Zoomoo Kids e também está disponível nas plataformas digitais Globoplay e TV Brasil Play.
Outros países
Meu Amigãozão foi lançada nos outros países da América Latina pelo Discovery Kids em 19 de julho de 2010 com o título Mi Amigazazo. No Canadá a série estreou pelo Treehouse TV em 5 de setembro de 2011. Também houve exibição em países como os Estados Unidos, através do Discovery Familia para o público hispânico do país, a França, sob o nome Mon Grand Grand Ami, e Portugal, onde foi chamada de Um Amigo de Peso no Canal Panda. A animação está disponível com o título em inglês na plataforma de streaming Prime Video.

## Adaptações
Apresentação musical
Em 2014 Meu Amigãozão foi adaptada numa apresentação musical em teatros de diversos municípios do Brasil, começando pelo Rio de Janeiro e por São Paulo. Na trama, Yuri, Lili e Matt não querem mais ser tratados como bebês pelos adultos e, por isso, com a ajuda de seus amigõeszões Golias, Nessa e Bongo, procuram pela Fada do Tamanho para tentar crescer rapidamente. Por contrato as vozes das crianças na série foram mantidas na peça para que atores dublassem em cena, enquanto os animais foram incorporados em confecções artesanais de grande escala. A direção foi de Mario Meirelles, que comandou produções de entretenimento da TV Globo, e a coreografia foi criada por Fly Vagner, também com experiência na emissora, e Tatiana Estrela.
Filme
Meu Amigãozão - O Filme: A Maior Aventura de Todas! é o longa-metragem baseado na série que foi lançado nos cinemas brasileiros em 12 de maio de 2022. Sua história apresenta Yuri, Lili e Matt viajando para uma colônia de férias, onde conhecem Duvi Dudum, uma criatura que aos poucos revela o interesse em separá-los de Golias, Nessa e Bongo, fazendo as crianças se unirem para resgatá-los. Com produção da 2DLab, o filme foi dirigido por Andrés Lieban e escrito por Claudia Breitman junto ao canadense Clive Endersby com consultoria do Laboratório SESC Rio de Roteiros para Cinema, e a trilha sonora teve regência exclusiva da Orquestra Filarmônica de Praga. Sua distribuição ficou a cargo da O2 Play e da RioFilme.

## Prêmios
Ainda na fase de apresentação ao mercado internacional, Meu Amigãozão foi a primeira colocada na categoria Melhores Conteúdos Curtos para Web do 4.º Prix Jeunesse Iberoamericano, realizado em São Paulo em 2009, e também do Global Licensing Challenge, do MIPJunior, em Cannes. Em 2010 a série foi eleita o destaque infantil da televisão brasileira pelo Prêmio APCA, da Associação Paulista de Críticos de Arte, e em 2018 venceu a categoria Melhor Conteúdo Infantil dos Premios TAL, da Red TAL, no Uruguai. Além disso houve indicações no Canadá para as premiações Canadian Screen Awards como melhor série pré-escolar, em 2013, e Award of Excellence como melhor programa de animação para crianças de três a cinco anos, em 2015.